# Подгаєв Григорій Юхимович
Григорій Юхимович Подгаєв (9 липня 1920, місто Хабаровськ, тепер Російська Федерація — 25 травня 1990, місто Хабаровськ, тепер Російська Федерація) — радянський державний діяч, 1-й секретар Єврейського обкому КПРС, голова Хабаровського крайвиконкому. Депутат Верховної Ради СРСР 7—10-го скликань.

## Життєпис
1940 року екстерном закінчив Томський індустріальний інститут.
У 1940—1942 роках — технолог Уральського вагонобудівного заводу; змінний майстер Новокраматорського заводу; майстер, начальник зміни Томського електромоторного заводу.
Член ВКП(б) з 1942 року.
У 1942—1945 роках — у Червоній армії, учасник німецько-радянської війни.
У 1945—1948 роках — інструктор відділу машинобудування Хабаровського крайового комітету ВКП(б).
У 1948 році — заступник секретаря Комсомольського-на-Амурі міського комітету ВКП(б) з промисловості та транспорту Хабаровського краю.
У 1949—1951 роках — інструктор відділу важкої промисловості Хабаровського крайового комітету ВКП(б); заступник завідувача відділу машинобудування Хабаровського крайового комітету ВКП(б).
У 1951—1954 роках — 1-й секретар Сталінського (тепер Індустріального) районного комітету ВКП(б) (КПРС) міста Хабаровська.
У січні 1954—1956 роках — 1-й секретар В'яземського районного комітету КПРС Хабаровського краю.
У 1955—1958 роках — слухач Вищої партійної школи при ЦК КПРС.
У 1958—1959 роках — завідувач відділу оборонної промисловості Хабаровського крайового комітету КПРС.
У 1959 — березні 1961 року — 1-й секретар Хабаровського міського комітету КПРС.
У березні 1961 — 13 травня 1962 року — голова виконавчого комітету Єврейської обласної ради депутатів трудящих.
13 травня 1962 — 24 липня 1970 року — 1-й секретар Єврейського обласного комітету КПРС.
23 липня 1970 — 15 грудня 1981 року — голова виконавчого комітету Хабаровської крайової ради депутатів трудящих.
З грудня 1981 року — персональний пенсіонер.
30 грудня 1983 — 25 травня 1990 року — голова Хабаровської крайової ради ветеранів війни та праці.
Помер у Хабаровську 25 травня 1990 року.

## Нагороди
- Орден Леніна (1966)
- Орден Жовтневої Революції
- Орден Вітчизняної війни I ст. (1985)
- Орден Трудового Червоного Прапора (8.07.1980)
- Орден Червоної Зірки
- дві медалі «За відвагу» (1944, 1945)
- медалі